# Bana (Niger)
Bana est une localité et une commune rurale du Niger, du département de Gaya, région de Dosso.

## Géographie
La localité de Bana est située à 29 km au nord-est du chef-lieu départemental Gaya.
|       | Yélou  |                  |
| Tanda | Bana   | Dandi ( Nigeria) |
| Gaya  | Bengou |                  |

## Histoire
La commune rurale de Bana instaurée en 2002, est issue du canton de Bana.

## Population
Lors du recensement général de 2012, la population communale est relevée à 18 128 habitants. La localité compte 3 922 habitants en 2012.

## Localités
La commune s'étend sur 8 villages et 18 hameaux au sud-est du département de Gaya.

## Services et infrastructures
- Centre de Santé Intégré (CSI) à Bana et Niakoye Tounga[5].
- Collège d'enseignement général (CEG) à Bana.
- Centre de formation des métiers (CFM) à Bana.